# Cumbuco
Cumbuco (Praia do Cumbuco) nel municipio di Caucaia, è un villaggio turistico sull'oceano Atlantico nel nord est del Brasile, si trova a pochi chilometri dalla città di Fortaleza, zona economicamente in forte crescita e dotata di un porto franco di grande importanza internazionale (porto di Pecèm).

## Geografia
Il villaggio è localizzato tra il mare e le retrostanti dune di sabbia, a 25km dall'aeroporto internazionale Pinto Martins e dalla città di Fortaleza, capitale dello stato. La spiaggia di Cumbuco è meta di praticanti del kitesurf e sede di competizioni a livello internazionale grazie ad uno dei litorali più lunghi e adatti al mondo per questo tipo di sport. Nella località si pratica ancora la pesca e si conserva un nucleo centrale tipico del villaggio di pescatori. La temperatura media è compresa tra i 23 ed i 28 gradi